# Juan Guzmán Cruchaga
Juan Guzmán Cruchaga (Santiago do Chile, 27 de março de 1895 — Viña del Mar, 21 de julho de 1979) foi um poeta, dramaturgo e diplomata chileno.

## Prêmios
Juan Guzmán Cruchaga ganhou o Prêmio Nacional de Literatura do Chile em 1962.